# Dorfkirche Klepzig (Landsberg)

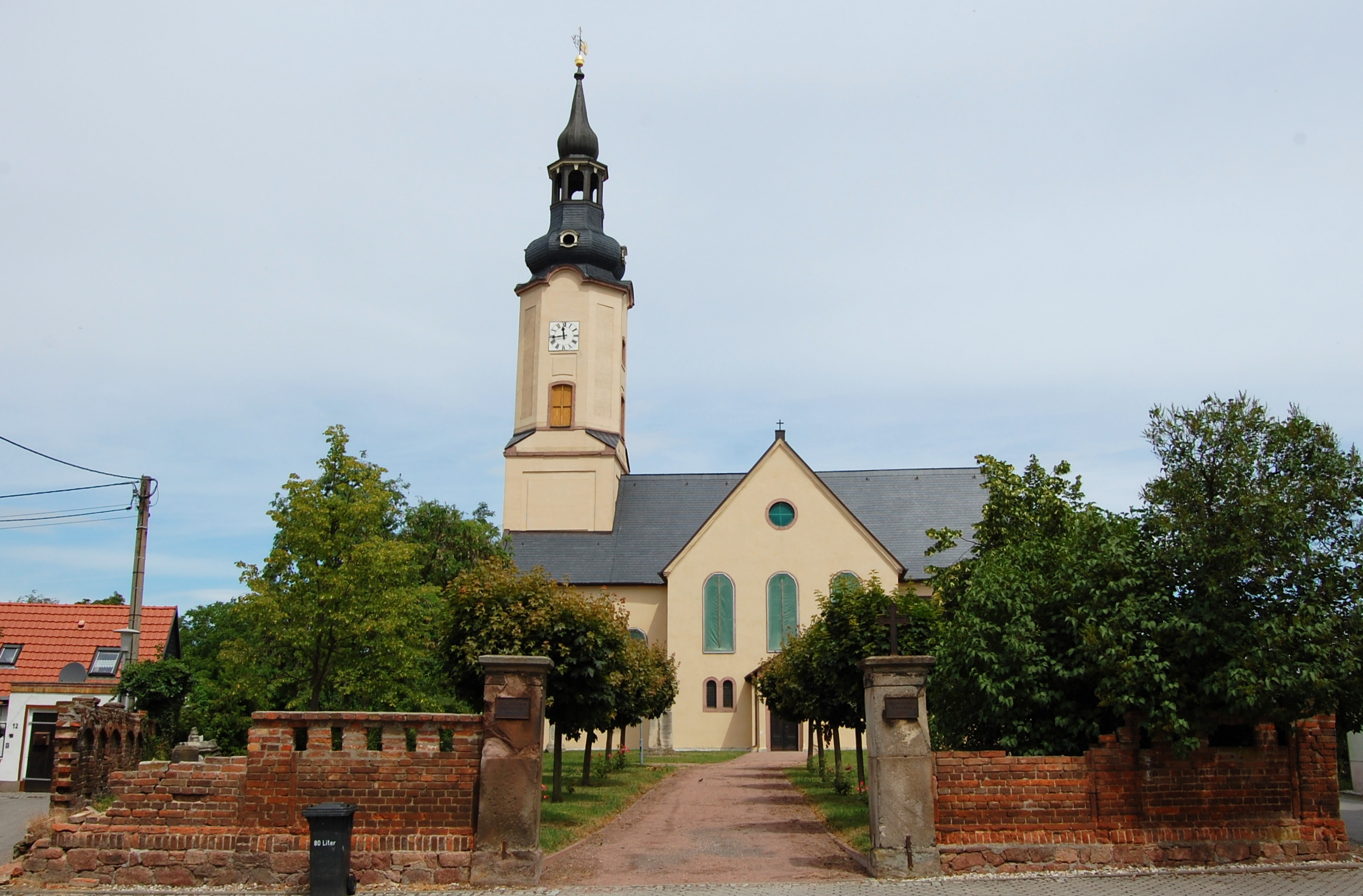
Sankt-Pankratius-Kirche

Die St.-Marien-und-Pankratius-Kirche (auch „Marien-Kirche“ genannt) ist die evangelische Kirche des Dorfes Klepzig in Sachsen-Anhalt. Sie gehört zum Pfarrbereich Landsberg im Kirchenkreis Halle-Saalkreis der Evangelischen Kirche in Mitteldeutschland.

## Architektur und Geschichte
Vermutlich gab es bereits seit der Zeit um 1100 eine Kirche in Klepzig. Eine erste urkundliche Erwähnung stammt 1363. Die damalige Kirche war dem heiligen Pankratius geweiht. Für diesen Vorgängerbau wurde 1688/1689 von Heinrich Tiensch eine Orgel gebaut. Sie wurde 1708 repariert und schließlich 1757 nach Roitzsch verkauft. Ab der Zeit um 1740 galt die Kirche als baufällig. Der Kirchturm zeigte Risse, die Grabgewölbe galten als vom Einsturz bedroht. Man entschloss sich daher zum Abriss des darüber hinaus für zu klein erachteten Gebäudes und die Errichtung eines Neubaus. Die Abrissarbeiten begannen im Frühjahr 1754.
Der heutige Bau entstand in den Jahren 1755/1756 als zunächst einschiffige Kirche mit dreiseitigem östlichen Abschluss. Westlich des Schiffs befindet sich ein Kirchturm mit quadratischem Grundriss, der in seinem oberen Abschnitt jedoch eine achteckige Form aufweist. Seine Turmbekrönung wurde bereits 1755 aufgesetzt. Bis zur offiziellen Einweihung des Baus vergingen jedoch 14 Jahre. Der im Stil des Barock gestaltete hohe Turm verfügt über eine Haube und Laterne. Über dem im Turm befindlichen Westportal ist als Inschrift die Jahreszahl 1865 zu lesen. In den Jahren 1875/1876, nach anderer Angabe 1873/1874, wurde die Kirche erweitert. Turm und Chor blieben dabei erhalten. Die Mauern des Kirchenschiffs wurden jedoch nach außen versetzt. Sie erhielt somit breite Kreuzarme samt neuem Dach und somit die Erscheinungsform einer Kreuzkirche. Statt der alten Eindeckung mit Handstrichziegeln erhielt sie eine Englische Deckung mit Schiefer. An der Ostseite soll eine Sakristei entstanden sein, nach anderen Angaben blieb sie aus der Zeit vor dem Umbau erhalten, wurde jedoch wohl ebenfalls erweitert und erhöht.
Ein romanisches Relieftondo mit dem Kopf des apokalyptischen Christus ist in die Ostwand des Chors eingefügt. Darunter befindet sich ein Inschriftenstein mit der Aufschrift 1623.
Das Kircheninnere wird von einer flachen Decke überspannt und verfügt über einen zentralen kreuzförmigen Raum. In den Armen des Kreuzes ruhen unter Dreierarkaden Emporen auf gusseisernen Säulen. Sie ersetzten vier vor dem Umbau vorhandene Emporen.
Der Altar stammt aus der zweiten Hälfte des 19. Jahrhunderts. Die Kanzel befindet sich vor der nördlichen Wand, wohin sie während des Umbaus aus dem Chor umgesetzt worden war. Im 18. Jahrhundert entstanden Orgelprospekt und der Taufstein. Die erste Orgel des Neubaus wurde 1768 von Johann Christoph Zuberbier aus Köthen geschaffen. 1913 entstand eine große romantische Orgel mit 30 Registern hinter dem bestehenden Prospekt, der dafür leicht erweitert wurde. Das Instrument wurde als Opus 360 von Rühlmann/Zörbig auf pneumatischen Kegelladen und zwei Manualen geschaffen.
1917 verlor es seine Prospektpfeifen, die nie ersetzt wurden, heute sind nur noch einige Holzpfeifen und wenige Zinkpfeifen sowie Teile der pneumatischen Anlage erhalten, die musikalische Begleitung der Gottesdienste erfolgt von einer Ahlborn-Sonata-Elektroorgel.
Am 17. März 1995 wurde der Förderverein zur Erhaltung der Klepziger Kirche e.V. gegründet, der sich erfolgreich für den Wiederaufbau und Erhalt der Kirche einsetzte.

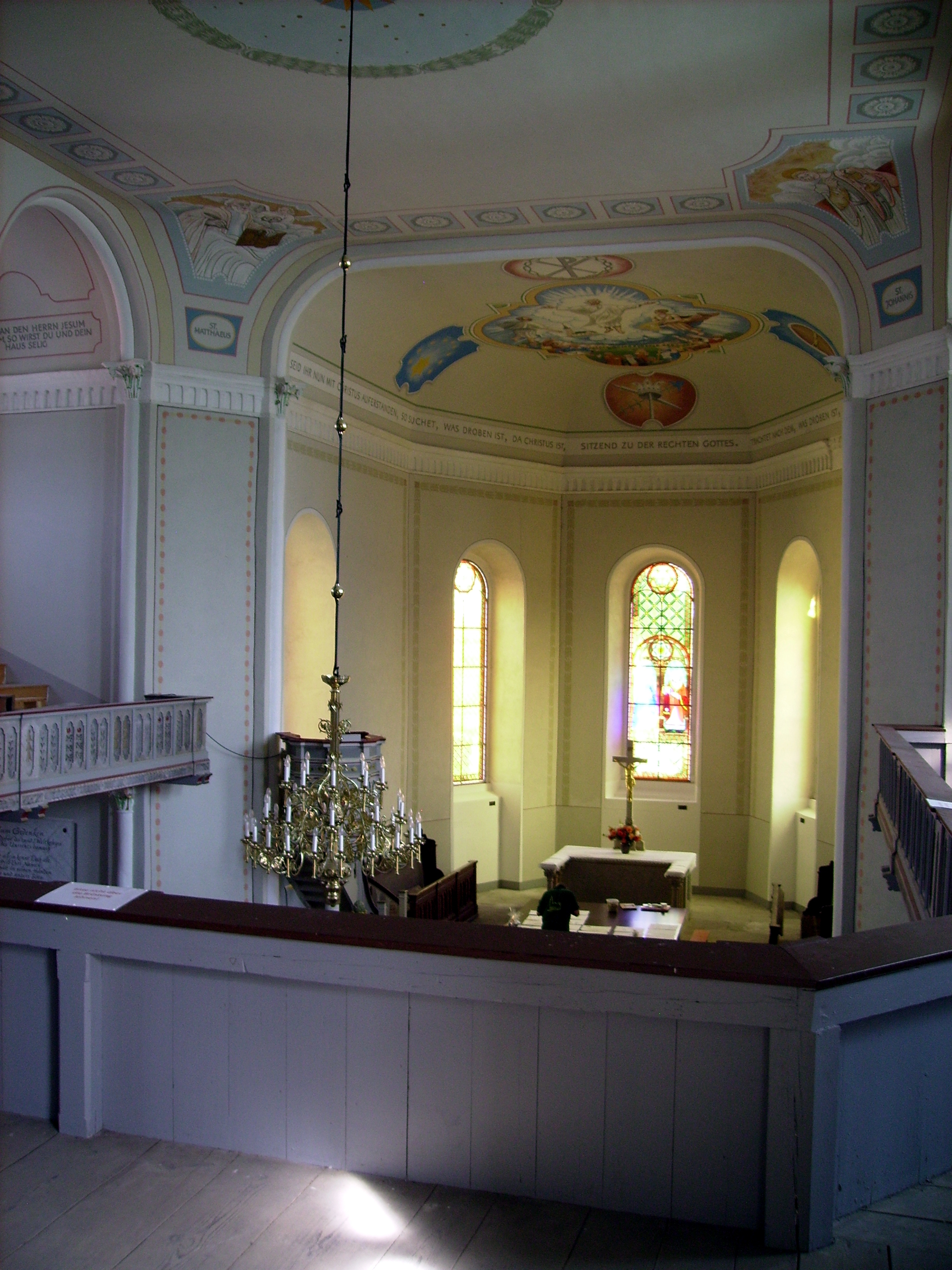
Sicht von der Empore zum Chor
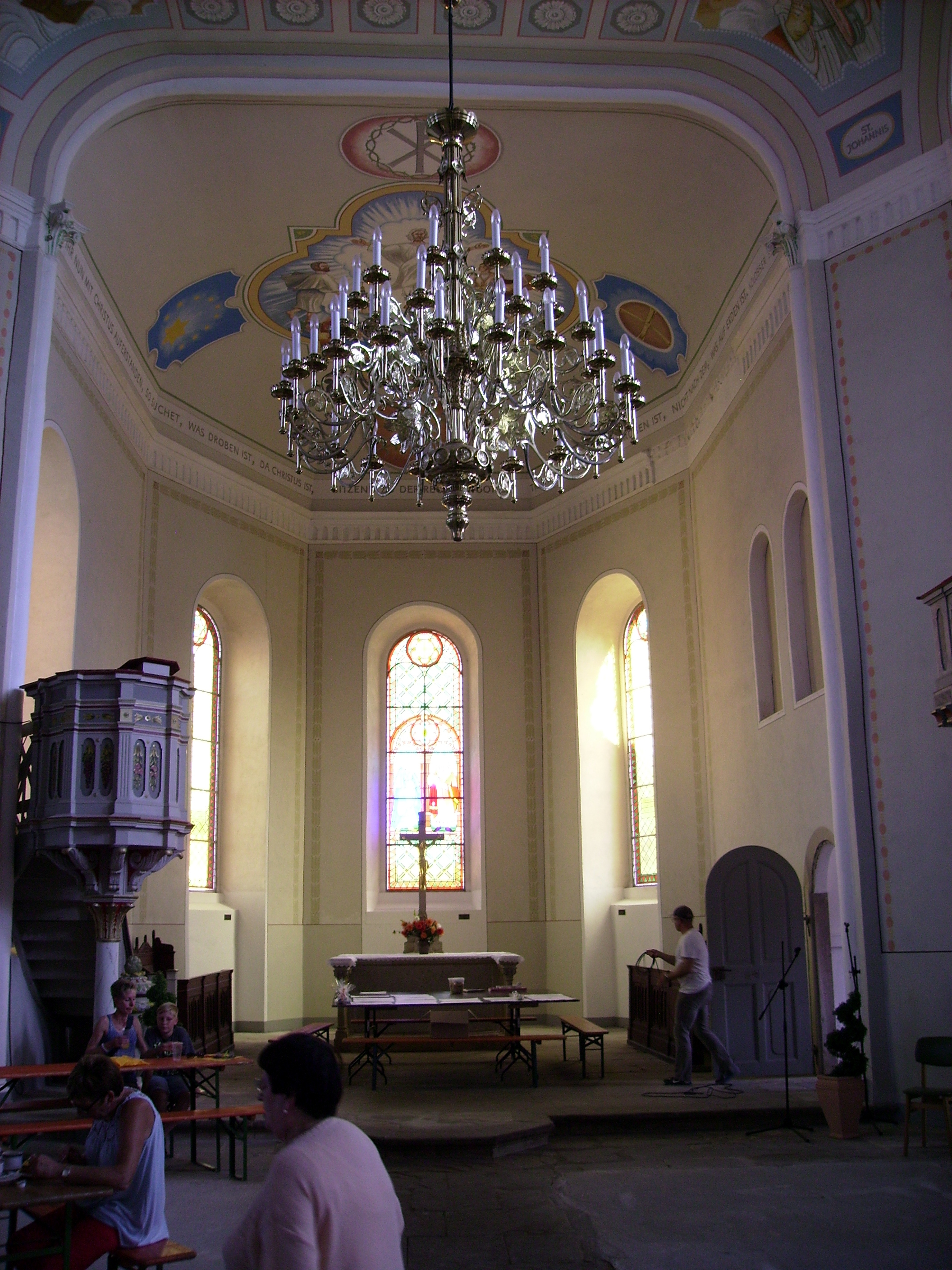
Innenansicht mit Blick auf den Altar
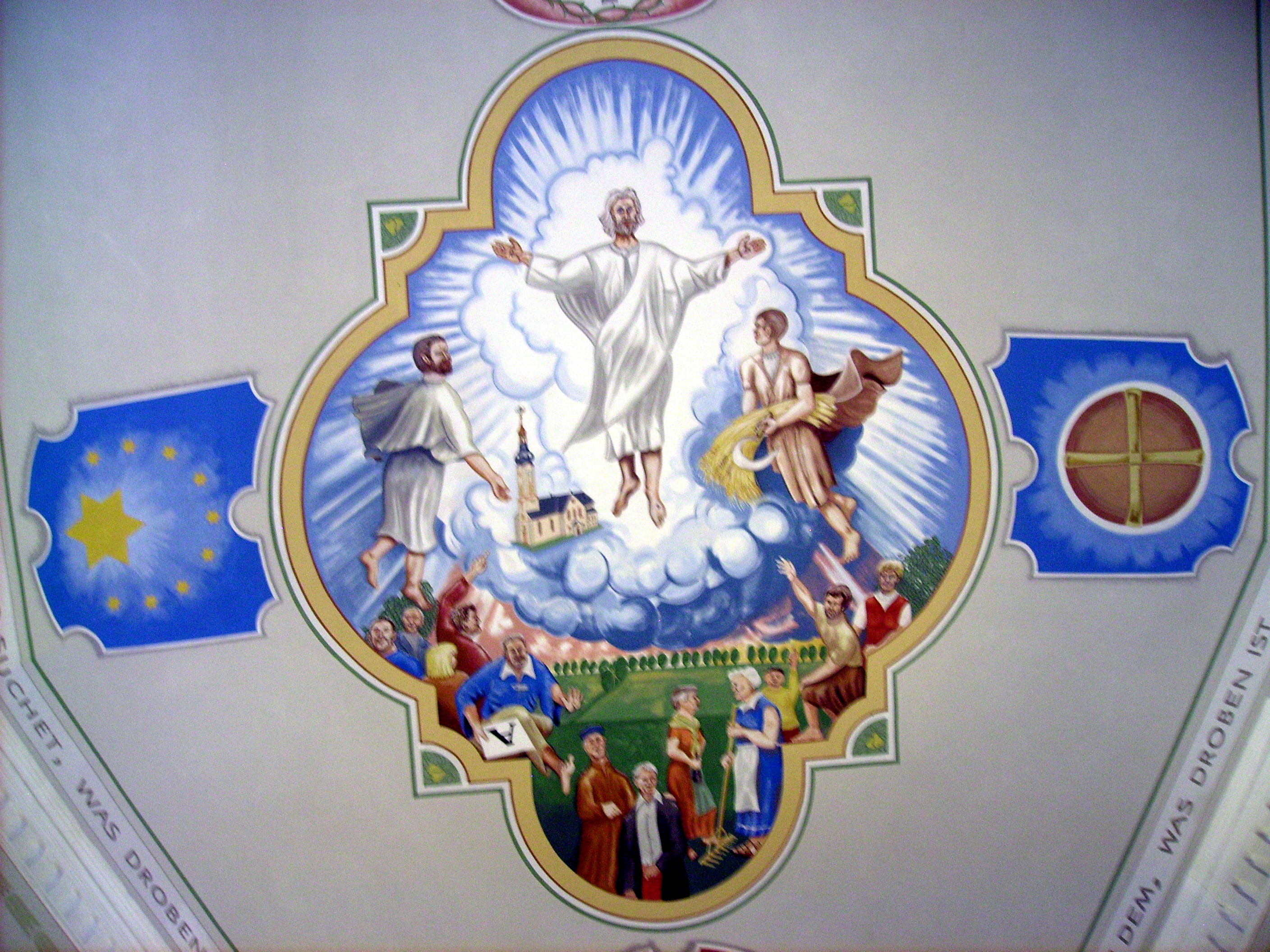
Deckenbild im Hauptschiff
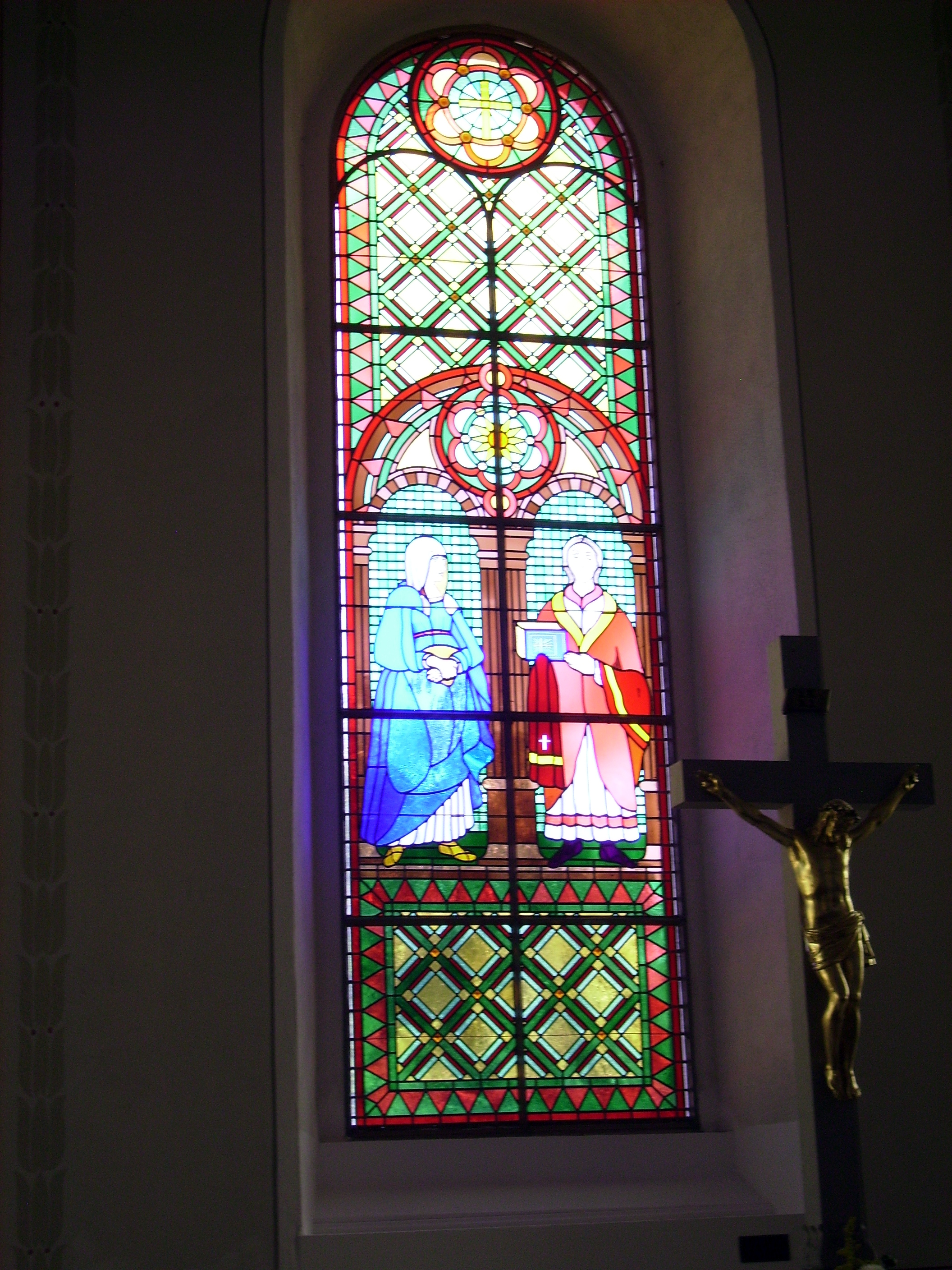
Kirchenfenster hinter dem Altar
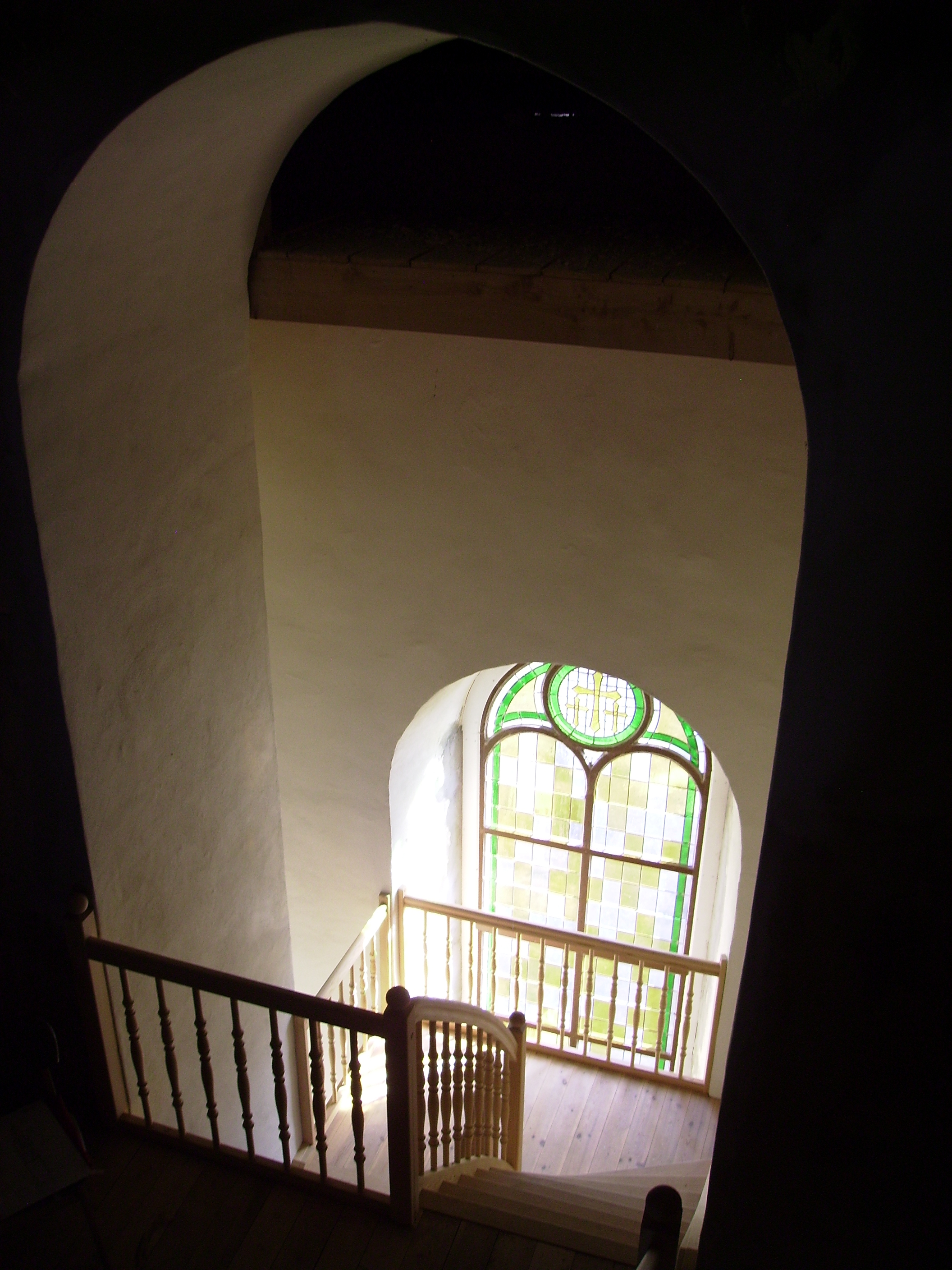
Stiegenhaus im Turm
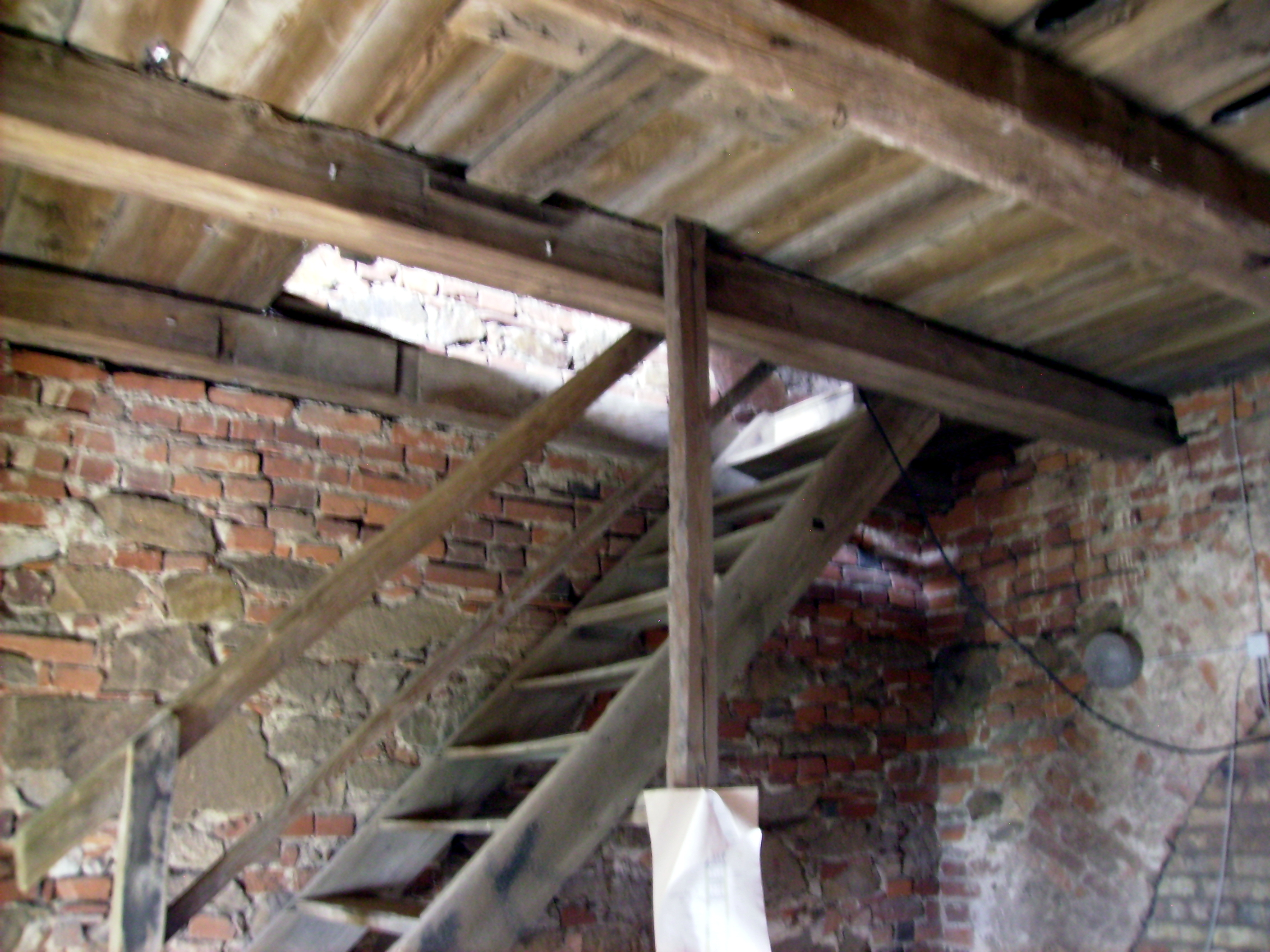
Stiegenhaus im Turm
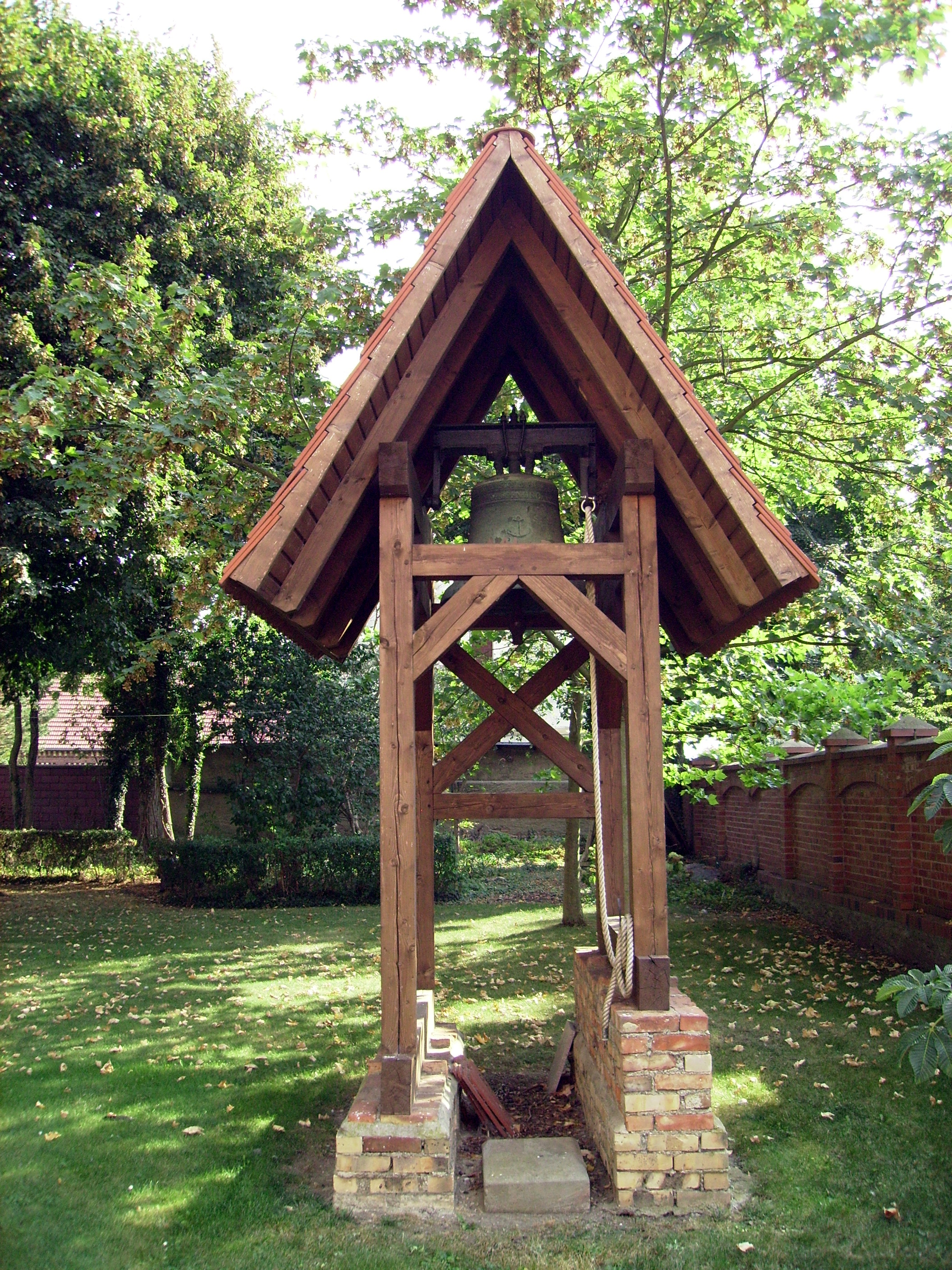
Kirchenglocke der Klepziger Kirche – wird aus Kostengründen wohl nicht wieder in das Bauwerk eingefügt